# Notholaena aureolina
Notholaena aureolina är en kantbräkenväxtart som beskrevs av George Yatskievych, Arbeláez. Notholaena aureolina ingår i släktet Notholaena och familjen Pteridaceae. Inga underarter finns listade.